# Selenicereus

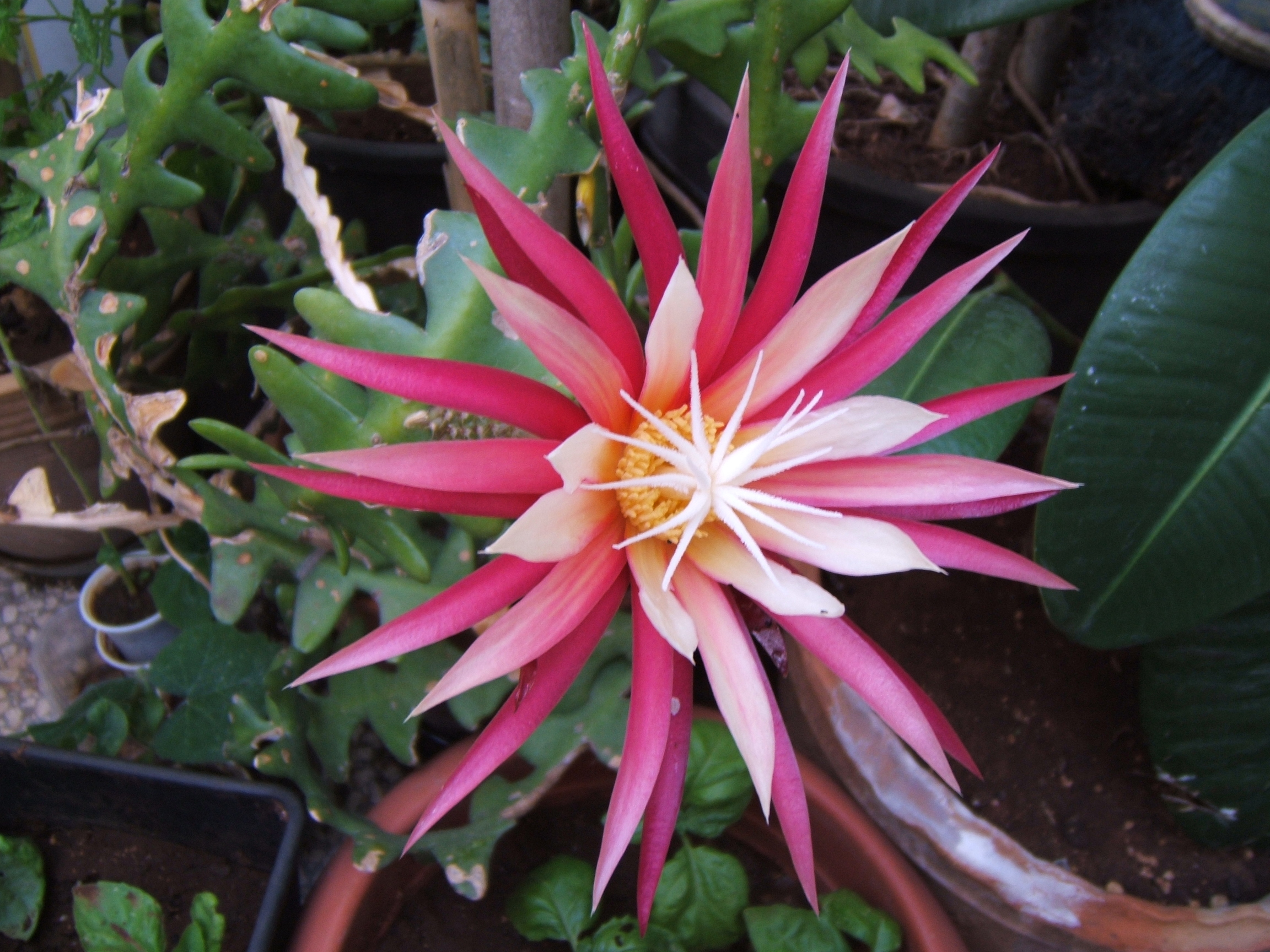
Selenicereus anthonyanus

Selenicereus és un gènere de plantes de la família de les cactàcies.

## Descripció
La planta té les tiges anguloses amb arrels aèries, les arèoles poden estar amb espines dorsals o sense. Les flors són grans i s'obren de nit, pol·linitzades per les papallones nocturnes. El receptacle porta a les bràctees, els pèls i generalment les espines dorsals petites. Els fruits tenen moltes espines.
Són enfiladisses epífites o litòfites; amb tiges amb forma de costelles o angulats, produint arrels aèries; arèoles generalment amb espines, pèls i tricomes. Les flors són grans, infundibuliformes, nocturnes; tub receptacular amb escames i arèoles amb espines, pèls i tricomes; parts petaloides del periant blanques; estams nombrosos, inserits al coll del tub receptacular; estil exert, llops de l'estigma nombrosos. Els fruits són ovoides o globosos, carnosos, vermells, arèoles amb espines, pèls i tricomes; llavors de color negre.

## Taxonomia
El gènere va ser descrit per (A.Berger) Britton i Rose i publicat a Contributions from the United States National Herbarium 12(10): 429. 1909.
Etimologia
Selenicereus: nom genèric que es deriva del grec Σελήνη (Selene), la deessa de la lluna i cereus, que significa "espelma" en llatí, en referència a les flors nocturnes.

### Espècies
Dins del gènere Selenicereus es reconeixen les 30 espècies següents:
- Selenicereus anthonyanus (Alexander) D.R.Hunt
- Selenicereus atropilosus Kimnach
- Selenicereus calcaratus (F.A.C.Weber) D.R.Hunt
- Selenicereus costaricensis (F.A.C.Weber) S.Arias & N.Korotkova ex Hammel
- Selenicereus dorschianus Ralf Bauer
- Selenicereus escuintlensis (Kimnach) D.R.Hunt
- Selenicereus extensus (Salm-Dyck ex DC.) Leuenb.
- Selenicereus grandiflorus (L.) Britton & Rose
- Selenicereus guatemalensis (Eichlam ex Weing.) D.R.Hunt
- Selenicereus hamatus (Scheidw.) Britton & Rose
- Selenicereus inermis (Otto) Britton & Rose
- Selenicereus megalanthus (K.Schum. ex Vaupel) Moran
- Selenicereus minutiflorus (Britton & Rose) D.R.Hunt
- Selenicereus monacanthus (Lem.) D.R.Hunt
- Selenicereus murrillii Britton & Rose
- Selenicereus nelsonii (Weing.) Britton & Rose
- Selenicereus ocamponis (Salm-Dyck) D.R.Hunt
- Selenicereus plumieri (Rol.-Goss.) Hoxey & Gdaniec
- Selenicereus pteranthus (Link ex A.Dietr.) Britton & Rose
- Selenicereus purpusii (Weing.) S.Arias & N.Korotkova
- Selenicereus setaceus (Salm-Dyck ex DC.) A.Berger ex Werderm.
- Selenicereus spinulosus (DC.) Britton & Rose
- Selenicereus stenopterus (F.A.C.Weber) D.R.Hunt
- Selenicereus tonduzii (F.A.C.Weber) S.Arias & N.Korotkova
- Selenicereus triangularis (L.) D.R.Hunt
- Selenicereus tricae D.R.Hunt
- Selenicereus undatus (Haw.) D.R.Hunt
- Selenicereus vagans (K.Brandegee) Britton & Rose
- Selenicereus validus S.Arias & U.Guzmán
- Selenicereus wercklei (F.A.C.Weber) Britton & Rose